# Nikoo Bazsefidpay
Nikoo Bazsefidpay, född 5 september 1984, är en svensk tandläkare som startat organisationen Tandläkare utan gränser.

## Biografi
Bazsefidpay utexaminerades från tandläkarprogrammet på Karolinska Institutet 2008, och grundade en tid efter detta Tandläkare utan gränser (TLUG). Hon arbetade först en kortare tid efter sin utbildning som volontär med en dansk organisation, och såg behovet av en liknande organisation i Sverige. Hon har lett organisationen sedan dess och skapat en verksamhet som skickar ut volontärgrupper två gånger om året, och som ger kostnadsfri akut och preventiv tandvård samt undervisar i oral hälsa. Hittills har projekt ordnats i Nepal, Tanzania, Etiopien och Zimbabwe. Utöver arbetet med TLUG delar hon idag (2018) sin tid mellan Käkkirurgiska kliniken i Jönköping,  avdelningen för käkkirurgi på Karolinska Institutet samt Försvarsmakten.

## Utmärkelser
- 2010 – årets IM-pris till Britta Holmströms minne av organisationen IM - Individuell Människohjälp - för att "i sann IM-anda visat handlingskraft och medmänsklighet".[3]

- 2011 – Forssbergs pris - för att "målmedvetet med kunskap, envishet och kraft skapat en organisation som genom sitt arbete och sina initiativ ökat medvetenheten bland svensk tandvårdspersonal om den globala tandvårdssituationen. Man har genom orädda initiativ och hårt arbete i miljöer som tidigare inte varit tillgängliga, öppnat möjligheten för svenska tandläkare att på frivillig och ideell basis genomföra volontärarbete på plats i utvecklingsländer. Här har man kunnat erbjuda lokalbefolkningen odontologisk vård och profylaktisk information och instruktion i syfte att förbättra munhälsan, men även till gagn för den allmänna hälsan.”[4][5]

- 2017 – Årets Svenska kvinna av SWEA International (Swedish Women's Educational Association) med motiveringen: "Nikoos grundande av Tandläkare utan gränser bidrar till att gamla och unga i fattiga länder får tillgång till svensk tandvård vilket resulterar i bättre hälsa och ett bättre liv. Genom att exportera både akut tandvård och förebyggande tandvårdskunskap sprider organisationen en bättre tandhälsa i världen samtidigt som den sätter Sverige på kartan. Nikoo, som brinner för sin organisation, är en stark och orädd svensk kvinna som på ett utmärkande sätt för fram Sverige av i dag ute i världen och därför är en värdig mottagare till utmärkelsen Årets Svenska Kvinna 2017."[6]

- 2018 – Tandhälsopriset, Sveriges Tandläkarförbunds pris för tandhälsobefrämjande insatser, till Bazsefidpay som ordförande för Tandläkare utan gränser för sitt internationella arbete med att motverka uppkomsten av karies och parodontit.[7]